# Местрино
Местрино (итал. Mestrino, вен. Mestrin) — коммуна в Италии, располагается в провинции Падуя области Венеция.
Население составляет 9211 человек (на 2004 г.), плотность населения составляет 444 чел./км². Занимает площадь 19 км². Почтовый индекс — 35035. Телефонный код — 049.
Покровителем коммуны почитается святой апостол Варфоломей, празднование 24 августа.